# Runner (film)
Pour les articles homonymes, voir Runner (homonymie).
Pour plus de détails, voir Fiche technique et Distribution.
Runner est un film lituanien écrit et réalisé par Andrius Blaževičius et sorti en 2021.
Il s'agit un thriller dramatique explorant les thèmes du sacrifice de soi, de l'amour et des relations toxiques. Ce film dépeint avec réalisme 24h d'une relation toxique, allant jusqu'à contaminer de leur toxicité toute la ville de Vilnius (Lituanie), le tout dans une course poursuite effrénée et chaotique.
Sa première mondiale a lieu au Festival International du Film de Karlovy Vary en en aout 2021.

## Synopsis
Après un épisode psychotique d'une intensité nettement supérieure aux précédents, Vytas, interprété par Marius Repsys, se volatilise. Maria, interprétée par Zygimante Elena Jakstaite,  est bien résolue à retrouver son petit ami et le soumettre à un suivi médical une bonne fois pour toutes. Elle se lance dans une odyssée effrénée à travers la ville de Vilnius, à la recherche du moindre indice pouvant l'aider à retrouver la trace de Vytas.

## Fiche technique
- Titre international : Runner
- Titre original : Bėgikė
- Réalisation : Andrius Blaževičius
- Scénario : Marija Kavtaradze, Andrius Blaževičius, Tekle Kavtaradze
- Photographie : Narvydas Naujalis
- Montage : Ieva Veiveryte
- Musique : Jakub Rataj
- Costumes : Fausta Naujale
- Casting : Marija Kavtaradze
- Décors : Aurimas Aksys
- Production : Marija Razgutė
  - Coordinatrice de production : Brigita Beniušytė
  - Coproduction : Jakub Kostal, Vratislav Slajer
- Sociétés de production : M-Films, Bionaut
- Société de distribution : Alief
- Pays de production : Lituanie, République Tchèque
- Langue originale : lituanien
- Format : couleur
- Genre : drame
- Durée : 83 minutes
- Dates de sortie :
  - République tchèque : première mondiale le 21 août 2021 au Festival International du Film de Karlovy Vary
  - Luxembourg : 9 octobre 2021 (CinEast - Festival du Film d’Europe Centrale et Orientale)
  - Lettonie : 21 octobre 2021 (Festival du Film International de Riga)
  - Lituanie : novembre 2021
  - Estonie :23 novembre 2021 (Festival du Film Nuits Noires de Tallinn)
  - Corée du Sud : 11 juillet 2022 (Festival international du film fantastique de Puchon)

## Distribution
- Zygimante Elena Jakstaite : Marija
- Marius Repsys : Vytas
- Laima Akstinaite : Ona
- Vytautas Kaniusonis : Père de Marija
- Viktorija Kuodyte : Mère de Marija
- Valentinas Krulikovskis : Petras
- Emilis Askelovicius : Pranas
- Lukas Malinauskas : Jonas
- Indre Patkauskaite : Jurate
- Gabriele Tuminaite : Enseignant
- Kristina Svencionyte : Administratrice Egle
- Maksim Tuchvatulin : Serhij
- Valerijus Kazlauskas : Jurgis
- Jonas Braskys : Barman Karolis
- Pijus Ganusauskas : Neruus
- Arturas Jevdokimovas : Professeur
- Sarunas Zenkevicius : Organisateur
- Vitalija Mockeviciute : Infirmière à la polyclinique
- Jurga Kalvaityte : Docteur
- Salvijus Trepulis : Psychiatre
- Dovile Silkaityte : Réceptionniste
- Tomas Zaibus : Docteur à la réception
- Ausra Pukelyte : Docteur à la clinique privée
- Ausra Stukyte : Infirmière
- Angele Andiukaitiene : Infirmière
- Emilija Latenaite : Voisine
- Karolis Vilkas : Ami de Vytas
- Ricardas Bartasius : Ami de Vytas
- Vygandas Vadeisa : Homme dans le bus
- Giedrius Kiela : Un homme harcelant dans un bar
- Arturas Lepiochinas : Agent de sécurité
- Andrius Alesiunas : Homme dans la rue #1
- Povilas Jatkevicius : Homme dans la rue #2
- Vladas Liepuonius : Intervenant lors de la conférence
- Oskar Vygonovski : Chauffeur
- Aiste Zabotkaite : Zivile

## Production
Runner est le deuxième long métrage d'Andrius Blaževičius, deuxième collaboration du réalisateur avec la productrice Marija Razgutė (M-Films) après The Saint en 2016.
Anciennement appelé Paralysis, Runner est produit par M-Films (Lituanie) en coproduction avec Bionaut (République tchèque). Le film a été financé par le Centre du Film Lituanien aux stades de l'écriture du scénario, du développement et de la production, et qu'au moyen de déductions fiscales.
Le tournage a eu lieu en Lituanie dans la ville de Vilnius au cours de l'été 2019. La date de sortie du film est repoussée plusieurs fois à cause des différentes quarantaine liée au Covid de 2020.

## Réception
Le film a été globalement bien accueilli par la critique. Il recueille 67 % de critiques positives sur la base de 390 critiques collectées, sur le site internet IMDB et 3.4/5 étoiles pour 350 votes sur le site Letterboxd,.

## Récompenses et distinctions
- Nommé au Festival du film Crossing Europe 2022
- Prix de la  meilleure actrice pour Zygimante Elena Jakstaite aux Prix nationaux du Cinéma Lituanien 2022 (Silver Crane).
- Prix meilleure actrice dans un second rôle pour Laima Akstinaite aux Prix nationaux du Cinéma Lituanien 2022 (Silver Crane).
- Nominations (meilleur acteur dans un second rôle, meilleur film, meilleur directeur, meilleur scénario, meilleure image, meilleur montage, meilleur son, meilleur maquillage, meilleur direction artistique, costume, prix du public) aux Prix nationaux du Cinéma Lituanien 2022 (Silver Crane).
- Prix du meilleur film, Festival du film Nuits noires de Tallinn 2021.
- Nommé au Festival international du court-métrage de Riga 2021 dans la catégorie Internationale.
- Nommé au Festival International du Film de Karlovy Vary 2021.